# 플랙틱 모노이드
모노이드 이론에서, 플랙틱 모노이드(영어: plactic monoid)는 그 원소들이 영 타블로와 대응되는 모노이드이다.

## 정의
전순서 집합 {\displaystyle (\Sigma ,\leq )} 위의 플랙틱 모노이드는 다음과 같이 표시되는 모노이드이다.
{\displaystyle \langle \Sigma |\{yzx=yxz\colon x<y\leq z\}\cup \{xzy=zxy\colon x\leq y<z\}\rangle }
즉, 그 원소는 알파벳 {\displaystyle \Sigma }에 대한 단어들의 동치류이다. 단어에 대한 동치 관계를 크누스 동치라고 한다.

## 성질
자연수의 전순서 집합 위의 플랙틱 모노이드의 각 원소는 준표준 영 타블로(즉, 각 행의 길이들은 증가하지 않으며, 각 열의 길이들은 감소하는 영 타블로)에 대응한다.

## 역사
크누스 동치 관계는 도널드 크누스가 1970년에 발견하였다. "플랙틱 모노이드"(프랑스어: monoïde plaxique 모노이드 플락시크[*])라는 용어는 1981년에 알랭 라스쿠(Alain Lascoux)와 마르셀폴 쉬첸베르게르(Marcel-Paul Schützenberger)가 도입하였으며, 프랑스어: plaque 플라크[*](판)에서 유래하였다. 이는 플랙틱 모노이드에서, 글자들이 특별한 경우에 서로 가환하는 것을 판 구조론에서 판들이 특별한 경우에 이동할 수 있는 것에 빗댄 것이다.

## 참고 문헌
1. ↑  Knuth, Donald E. (1970). “Permutations, matrices, and generalized Young tableaux” (영어) 34 (3): 709-727. MR 272654. Zbl 0199.31901.
2. ↑  Lascoux, Alain; Schützenberger, Marcel Paul (1981). “Le monoïde plaxique” (PDF) (프랑스어).